# 朝日放送テレビ高知支局
朝日放送テレビ高知支局（あさひほうそうテレビこうちしきょく）は、テレビ朝日系列が存在しない高知県に、報道取材（ANNニュースの取材）のために設置された朝日放送テレビ（ABCテレビ）の支局。

## 概要
高知県においては、テレビ朝日系列がクロスネット局を含めて存在しない。そのため、日本テレビ系列の高知放送（RKC）とTBS系列のテレビ高知（KUTV）でテレビ朝日系の番組を遅れネット（日本テレビ系列の高知放送では一部番組のみ同時ネット）している。
このため、ラテ兼営時代の朝日放送が腸捻転解消でTBSテレビ系列からNETテレビ（現・テレビ朝日）系列にネットチェンジした際に、系列局のない高知県におけるANNの報道取材拠点として設置した。なお、ラジオのニュースネットワークについてはJRN・NRNともに高知放送が加盟しているため、分社以前から取材活動はテレビおよびJRN・NRNの担当から外れている自社のラジオニュースのみの担当だった。
なお、ネットチェンジ以前に、NETテレビ系列の取材拠点として毎日放送とNETテレビのどちらかが高知県に支局を設置していたかや、テレビ高知開局以前のTBS（テレビ）系列の取材体制は不明（番組としては高知放送がJNNニュースを放送していた）。
高知さんさんテレビ（KSS／SUNSUN）は高知県に民放テレビ第3局目が割り当てられた当初、フジテレビが同県での系列局開局に難色を示していたこともあり、発起人の間でテレビ朝日系としての開局をめざすか、フジテレビ系としての開局をめざすかが二分されたが、最終的に高知ケーブルテレビなどのフジテレビ派が主導権を握り、高知ケーブルテレビが高知さんさんテレビに役員を送りこんだ経緯もあることから、テレビ朝日系の番組は放送していない。
また高知県では、2023年現在高知ケーブルテレビ（高知市・南国市・いの町）・よさこいケーブルネット（須崎市・土佐市・中土佐町）香南ケーブルテレビ（香南市）では岡山・香川両県の瀬戸内海放送（KSB）が、四万十町ケーブルネットワーク（四万十町）、西南地域ネットワーク（宿毛市・四万十市・大月町一部）、黒潮町光ネットワーク（黒潮町）では愛媛県の愛媛朝日テレビ（eat）がそれぞれ再送信されており、4系列を受信できる環境が整えられている、また、大月町の一部では愛媛朝日テレビを遠距離受信している世帯がある。その他のほとんどの地域では、TVerのリアルタイム配信を利用しない限り、テレビ朝日系列の番組をリアルタイムで視聴する事は不可能である。しかし、一部のテレビ朝日系列の番組は、高知放送、テレビ高知で主に土曜日曜の午後や深夜に系列局から数ヶ月遅れではあるが放送はされており視聴する事は可能である。
なお、2007年2月6日に『スーパーJチャンネル』で西日本での少雨の話題を伝えた際、早明浦ダム上空からのヘリコプター取材があったが、この取材は当支局ではなく瀬戸内海放送が行った（香川県の利水量が多いため）。また、高知白バイ衝突死事故についての取材やドキュメンタリー番組の制作も瀬戸内海放送が中心となって行われた。